# Bruce, Mississippi
Bruce là một thành phố thuộc quận Calhoun, tiểu bang Mississippi, Hoa Kỳ. Năm 2010, dân số của thành phố này là 1 939 người.

## Dân số
- Dân số năm 2000: 2 089 người.
- Dân số năm 2010: 1 939 người.